# Лобанов, Спартак Михайлович
Спарта́к Миха́йлович Лоба́нов (1924—1993) — подполковник Советской Армии, участник Великой Отечественной войны, Герой Советского Союза (1943).

## Биография
Спартак Лобанов родился 2 апреля 1924 года в селе Салтыково (ныне — Сердобский район Пензенской области). Окончил среднюю школу. В 1942 году Лобанов был призван на службу в Рабоче-крестьянскую Красную Армию, в 1943 году окончил Рязанское пехотное училище. С мая того же года — на фронтах Великой Отечественной войны. Участвовал в Курской битве.
К сентябрю 1943 года младший лейтенант Спартак Лобанов командовал пулемётным взводом 569-го стрелкового полка 161-й стрелковой дивизии 40-й армии Воронежского фронта. Отличился во время битвы за Днепр. В ночь с 22 на 23 сентября 1943 года часть взвода Спартака с ним во главе переправилась через Днепр в районе села Зарубинцы Каневского района Черкасской области Украинской ССР и приняла активное участие в боях за захват и удержание плацдарма на его западном берегу.
Указом Президиума Верховного Совета СССР от 23 октября 1943 года за «мужество и героизм, проявленные при форсировании Днепра и в боях на захваченном плацдарме» младший лейтенант Спартак Лобанов был удостоен высокого звания Героя Советского Союза с вручением ордена Ленина и медали «Золотая Звезда».
После окончания войны Лобанов продолжил службу в Советской Армии. Окончил Военный институт иностранных языков. В 1966 году в звании подполковника он был уволен в запас. Проживал в городе Пушкин в черте Санкт-Петербурга. Умер 26 декабря 1993 года, похоронен на Казанском кладбище в Пушкине.
Был также награждён орденом Отечественной войны 1-й степени и рядом медалей.